# Derbi de Famagusta

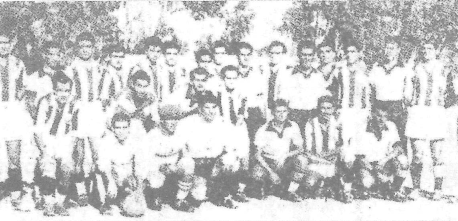
El primer partido luego de la unificación del fútbol en Chipre entre Nea Salamina y Anorthosis en el GSE Stadium de Famagusta en 1953.

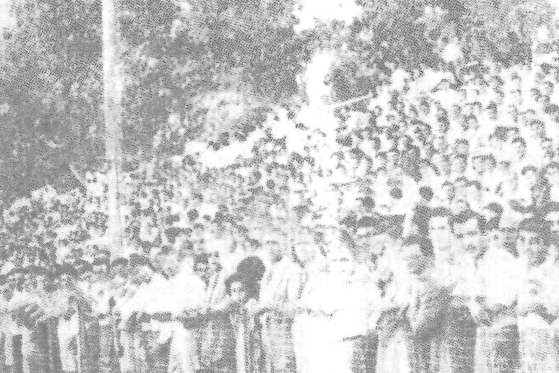
Aficionados en el primer partido luego de la unificación del fútbol chipriota en 1953.

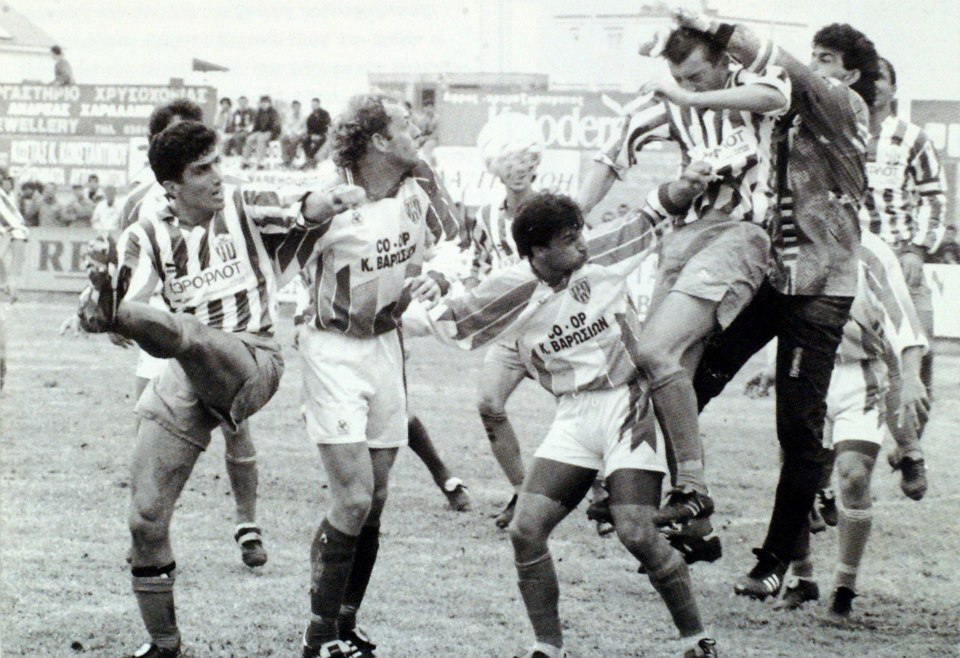
El Derbi de Famagusta en la temporada 1994–95.

El Derbi de Famagusta (en griego: Ντέρμπι της Αμμοχώστου ή Βαρωσιώτικο ντέρμπι) es el partido en el que se enfrentan el Anorthosis contra el Nea Salamis Famagusta FC, ambos equipos de la ciudad de Famagusta que se da por razones sociales, culturales y políticas.

## Historia
El primer partido entre ambos equipos fue un amistoso jugado en el GSE Stadium el 23 de septiembre de 1953 que ganó el Anorthosis por 3-1 ante 5200 espectadores. El partido representó que la unificación del Fútbol en Chipre era una realidad como el primer partido donde se enfrentaron un equipo del lado izquierdo del país ante uno del lado derecho. Los goles de Anorthosis fueron de Panos Siailo (49' y 70') y Loizo Chatziloizou (64'). Por el Nea Salamis anotó Antonis Vrachimis.
El primer partido oficial entre ambos equipos se dio el 20 de noviembre de 1955 por la Primera División de Chipre de la temporada 1955/56 en el GSE Stadium donde Nea Salamis ganó por 3-2. El último partido entre ambos equipos en el GSE Stadium fue el 7 de abril de 1974 por la temporada de la Primera División de Chipre donde ganó Anorthosis por 1-0. Luego de la invasión de Chipre de 1974 los equipos tuvieron que trasladarse de Famagusta y tuvieron que jugar en varios estadios en ese momento.
El 16 de febrero de 1975 jugaron su primer partido luego de la invasión por la Primera División de Chipre de 1974/75 en el Paralimni Municipal Stadium, donde era local el Anorthosis, pero el Nea Salamis ganó por 1-0. Luego de que se completara la construcción del Antonis Papadopoulos Stadium como sede del Anorthosis en 1986 tuvieron donde jugar los partidos ya que el Nea Salamis lo utilizó como sede hasta 1991 cuando se completó la construcción del Ammochostos Stadium.

## Estadísticas

### Partidos por competición
| Torneo                     | Partidos | Anorthosis | Empates | Nea Salamis | Goles Anorthosis | Goles Nea Salamis |
| -------------------------- | -------- | ---------- | ------- | ----------- | ---------------- | ----------------- |
| Primera División de Chipre | 115      | 62         | 32      | 21          | 199              | 116               |
| Copa de Chipre             | 9        | 5          | 3       | 1           | 10               | 5                 |
| Total                      | 124      | 67         | 35      | 22          | 209              | 121               |

### Partidos por Estadio
El partido se ha realizado en 11 estadios diferentes:
| Estadio                      | Torneo                     | Partidos | Anorthosis | Empates | Nea Salamina | Goles Anorthosis | Goles Nea Salamis |
| ---------------------------- | -------------------------- | -------- | ---------- | ------- | ------------ | ---------------- | ----------------- |
| GSE Stadium                  | Primera División de Chipre | 34       | 17         | 7       | 10           | 58               | 44                |
| GSE Stadium                  | Copa de Chipre             | 7        | 4          | 2       | 1            | 9                | 5                 |
| GSE Stadium                  | Total                      | 41       | 21         | 9       | 11           | 67               | 49                |
|                              |                            |          |            |         |              |                  |                   |
| Antonis Papadopoulos Stadium | Primera División de Chipre | 33       | 24         | 8       | 1            | 68               | 23                |
| Antonis Papadopoulos Stadium | Copa de Chipre             | 1        | 1          | 0       | 0            | 1                | 0                 |
| Antonis Papadopoulos Stadium | Total                      | 34       | 25         | 8       | 1            | 69               | 23                |
|                              |                            |          |            |         |              |                  |                   |
| Ammochostos Stadium          | Primera División de Chipre | 23       | 15         | 4       | 4            | 47               | 22                |
| Ammochostos Stadium          | Copa de Chipre             | 1        | 0          | 1       | 0            | 0                | 0                 |
| Ammochostos Stadium          | Total                      | 24       | 15         | 5       | 4            | 47               | 22                |
|                              |                            |          |            |         |              |                  |                   |
| GSZ Stadium (1928)           | Primera División de Chipre | 7        | 1          | 3       | 3            | 8                | 13                |
|                              |                            |          |            |         |              |                  |                   |
| Dasaki Stadium               | Primera División de Chipre | 6        | 2          | 3       | 1            | 12               | 10                |
|                              |                            |          |            |         |              |                  |                   |
| GSZ Stadium                  | Primera División de Chipre | 5        | 1          | 3       | 1            | 4                | 3                 |
|                              |                            |          |            |         |              |                  |                   |
| Tsirio Stadium               | Primera División de Chipre | 2        | 2          | 0       | 0            | 2                | 0                 |
|                              |                            |          |            |         |              |                  |                   |
| Famagusta Municipal Stadium  | Primera División de Chipre | 1        | 0          | 1       | 0            | 0                | 0                 |
|                              |                            |          |            |         |              |                  |                   |
| Paralimni Municipal Stadium  | Primera División de Chipre | 1        | 0          | 0       | 1            | 0                | 1                 |
|                              |                            |          |            |         |              |                  |                   |
| Anagennisi Football Ground   | Primera División de Chipre | 1        | 0          | 1       | 0            | 0                | 0                 |
|                              |                            |          |            |         |              |                  |                   |
| Paralimni Stadium            | Primera División de Chipre | 1        | 0          | 1       | 0            | 0                | 0                 |
|                              |                            |          |            |         |              |                  |                   |
| Aradippou Municipal Stadium  | Primera División de Chipre | 1        | 0          | 1       | 0            | 0                | 0                 |
|                              |                            |          |            |         |              |                  |                   |
| Total                        |                            | 124      | 67         | 35      | 22           | 209              | 121               |

## Jugadores
Lista de jugadores que estuvieron en ambos equipos.
| Nombre                | Temporadas en Anorthosis   | Temporadas en Nea Salamis |
| --------------------- | -------------------------- | ------------------------- |
| Pambis Andreou        | 1997-1999                  | 1987-1997, 1999-2003      |
| Marko Anđić           | 2011-2015                  | 2015-2016                 |
| Demetris Assiotis     | 1992-1997                  | 2003                      |
| Paris Elia            | 1997-1998                  | 1998-2000, 2005-2006      |
| Andreas Melanarkitis  | 1996-1997, 1999-2001       | 1997-1998                 |
| Milan Belić           | 2007-2008                  | 2010-2011                 |
| Lambros Lambrou       | 1998–1999, 2006-2009       | 2010-2011                 |
| Marios Neophytou      | 1999-2003                  | 2008-2009                 |
| Nikos Nicolaou        | 2001-2009                  | 1991-2001                 |
| Hamad Ndikumana       | 2007-2008                  | 2006-2007                 |
| Siniša Dobrašinović   | 2008-2009                  | 2013-2014                 |
| Ioannis Okkas         | 1997–2000, 2009-2014       | 1993-1997                 |
| Giorgos Panagi        | 2007-2009                  | 2002-2007, 2013-2014      |
| Giannis Skopelitis    | 2007, 2008–2011, 2012-2013 | 2015-2017                 |
| Klimenti Tsitaishvili | 2003-2006, 2008-2009       | 2009-2010                 |
| Stavros Foukaris      | 1992-2002                  | 2002-2003                 |
| Kyriacos Chailis      | 1998-2000, 2001-2003       | 2005-2007, 2011           |
| Marco Haber           | 2004-2006                  | 2006-2007                 |